# Synkov-Slemeno
Synkov-Slemeno je obec, která se nachází v okrese Rychnov nad Kněžnou v Královéhradeckém kraji. Žije zde 471 obyvatel.

## Části obce
- Jedlina
- Slemeno
- Synkov

## Historie
První písemná zmínka o obci pochází z roku 1352. V roce 1789 byla ve Slemeně založena škola, která byla v roce 1878 nahrazena novou již zděnou školou. Roku 1885 byla vysvěcena kaple sv. Josefa. Od 7. dubna do září 1944 na území obce pracovala Paraskupina Barium.
Vlastní obec Synkov-Slemeno vznikla spojením dosavadních samostatných obcí Synkov a Slemeno (včetně její osady Jedlina) roku 1961, která se až do roku 1980 nazývala Synkov. Od 1. ledna 1981 do 23. listopadu 1990 byly všechny tři vesnice součástí města Rychnov nad Kněžnou.

## Památky
- Kaple sv. Josefa
- Bratrská borovice